# نادي تشيربورغ
نادي تشيربورغ لكرة القدم (بالفرنسية: Association Sportive de Cherbourg Football)‏ نادي كرة قدم فرنسي يلعب في دوري الدرجة الرابعة . تم تأسيس النادي في سنة 1945 .